# Туилаги, Фредди
Ферети Вавал «Фредди» Туилаги (англ. Fereti Vaval "Freddie" Tuilagi, родился 9 июня 1971 года в Апиа) — самоанский регбист и игрок в регбилиг, выступавший на позиции винга и центра. В регбилиг играл за команды «Галифакс» и «Сент-Хеленс» в Суперлиге. Представитель известной самоанской регбийной семьи, старший из семи братьев Туилаги, шестеро из которых играли за регбийный клуб «Лестер Тайгерс».

## Семья
Ферети родился 9 июня 1971 года в самоанском городе Апиа. У него есть братья Генри, Олотули, Алесана, Анителеа, Ваваэ и Ману. Все они, кроме Олотули (идентифицирует себя как фаафафине), играли за регбийный клуб «Лестер Тайгерс».
У него есть сын Фред (родился 9 июня 1997 года), который в 2015 году дебютировал за команду «Лестер Тайгерс», выйдя на замену в игре против «Бата» (Англо-валлийский кубок 2016/2017), завершившейся победой лестерского клуба со счётом 21:20.

## Начало карьеры
Туилаги начинал игровую карьеру в самоанском клубе «Марист Сент-Джозеф». В 1991 году он был приглашён в сборную Самоа для турне по Новой Зеландии, однако в тест-матчах не играл; в том же году в составе команды отправился на чемпионат мира в Англию, но не сыграл ни матча на турнире. Официальный дебют в сборной Фредди состоялся 13 июня 1992 года в Апиа в игре против Тонга. Будучи игроком самоанского клуба, с 1992 по 1995 годы Фредди выступал в матчах сборной Самоа в рамках турне по Австралии и ЮАР. В 1995 году он был включён в заявку сборной Самоа на чемпионат мира в ЮАР, на котором самоанцы в четвертьфинале проиграли хозяевам и будущим чемпионам, и Туилаги сыграл в той встрече — единственной на Кубках мира для него.

## Игрок в регбилиг
После завершения чемпионата мира в ЮАР Туилаги получил профессиональный контракт от английской команды по регбилиг «Галифакс», игравшей в Суперлиге. В 1999 году он перешёл в клуб «Сент-Хеленс», который тогда тренировал Эллери Хэнли. С этим клубом в том же году Фредди выиграл Большой финал Суперлиги, одержав победу над «Брэдфорд Буллз». В 2000 году команда играла во Всемирном клубном челлендже против чемпиона НРЛ в лице «Мельбурн Сторм»: Туилаги вышел на замену, но не спас команду от поражения. В том же году в Большом финале против «Уиган Уорриорз» он вышел на замену и занёс попытку, принеся победу своему клубу. Всего Туилаги сыграл 35 матчей за команду «Сент-Хеленс» и занёс 11 попыток. Большой финал 2000 года стал последним в его карьере игрока в регбилиг.

## Возвращение в регби-15
С июня 2000 года Туилаги снова играл в регби-15: он стал игроком команды «Лестер Тайгерс» из английского Премьершипа и вернулся в сборную Самоа. В 2002 году с «тиграми» Фредди выиграл розыгрыш Кубка Хейнекен. Летом 2002 года он участвовал в очередном турне со сборной Самоа, а также планировал совершить турне по Новой Зеландии, но последующая травма лишила его возможности рассчитывать на место в сборной накануне чемпионата мира в Австралии. Последнюю игру за сборную Фредди сыграл 6 июля 2002 года против ЮАР в Претории.
В сезоне 2003/2004 в команду «Лестер Тайгерс» пришёл один из младших братьев Фредди, Генри, а через сезон там оказался Алесана. В сезоне 2004/2005 Фредди покинул команду «Лестер Тайгерс», с которой сыграл 49 матчей в чемпионате Англии и набрал 40 очков (8 попыток). Он перешёл в клуб «Кардифф Блюз», однако из-за травмы сыграл не так много матчей и досрочно покинул расположение команды. В сезоне 2005/2006 он выступал за команду «Кастр Олимпик» в Топ-14, завершив по окончании сезона игровую карьеру.

## После игровой карьеры
В дальнейшем Туилаги работал агентом ряда самоанских игроков в компании Global Bro Sports. Некоторое время играл за команду по американскому футболу «Лестер Фэлконс» во втором британском дивизионе. В настоящее время — тренер клуба «Кестевен».